# Prótesis valvular cardíaca

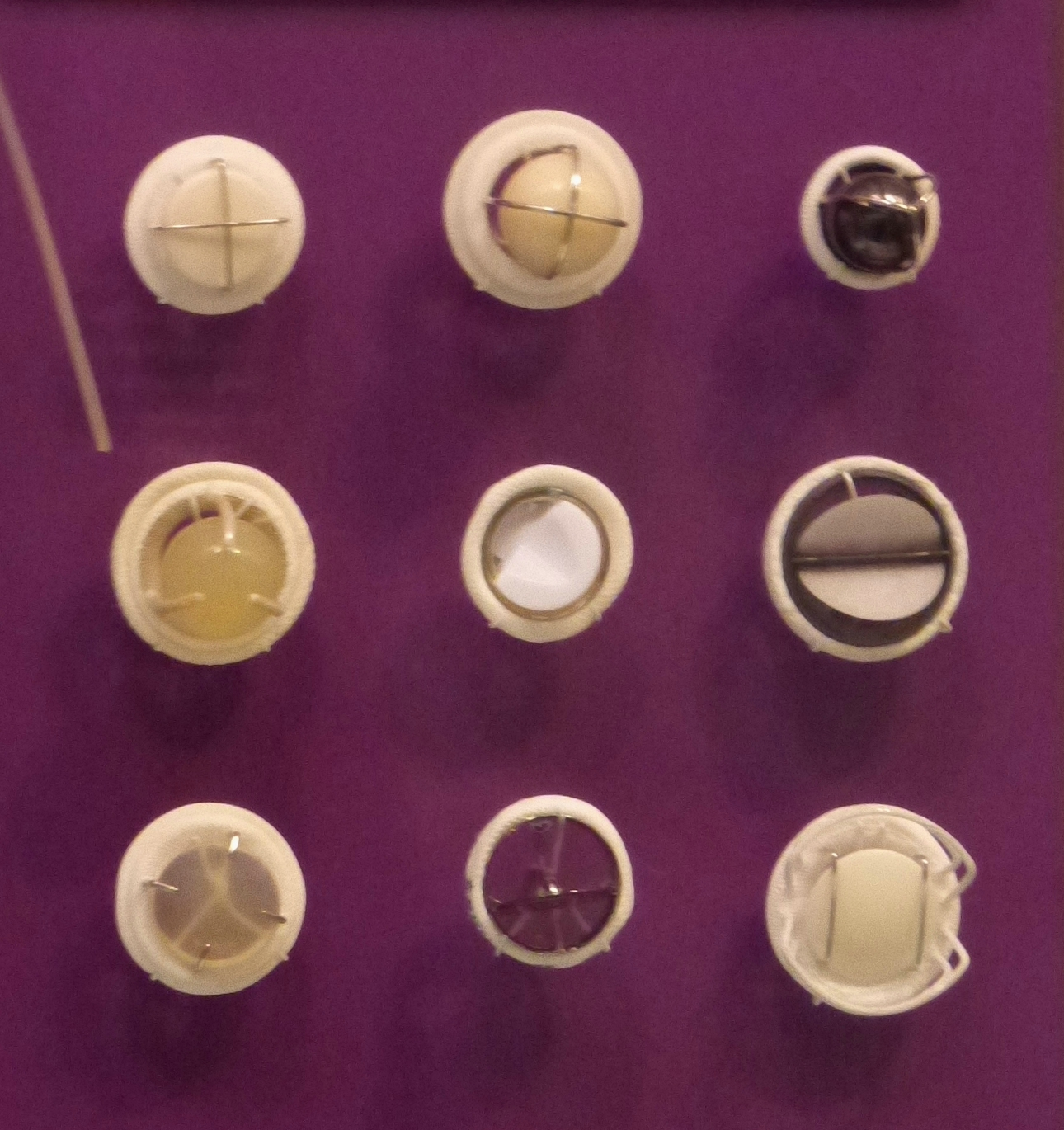
Diferentes tipos de válvulas cardíacas artificiales

Las prótesis valvulares cardíacas son válvulas de corazón fabricadas o preparadas industrialmente, que se utilizan en pacientes con insuficiencia o estenosis valvular. Estos pacientes sufren de una enfermedad que hace que una o varias de las cuatro válvulas del corazón no funcionen como es debido, por lo que no pueden llevar una vida normal, o incluso se encuentran en un grave peligro. En tal caso está indicada una operación a corazón abierto, en la que el cirujano retira el tejido de la válvula o de las válvulas deficientes e implanta en el corazón una o varias prótesis valvulares.

## Válvulas mecánicas
Consta de una estructura metálica de gran resistencia, de un tejido de fibra artificial de teflón circular, y de uno o dos discos metálicos generalmente formados por titanio y carbón pirolítico, un material extraordinariamente resistente al desgaste y a las roturas. Existen diferentes modelos de válvula de uno o dos discos de las cuales el diseño inicial corresponde a la prótesis de St Jude en 1977, que es el modelo más utilizado en la actualidad. Los discos se insertan en bisagras que reciben un jet de lavado y permiten la generación de tres orificios efectivos maximizando el flujo . De esta manera la válvula artificial cumple con la función de la válvula natural, que consiste en abrirse para dejar pasar la sangre, y cerrarse para evitar que ésta fluya hacia atrás. Este tipo de válvula se denomina mecánica debido a que todas sus piezas son fabricadas industrialmente. Existen varios modelos de válvulas mecánicas, que varían según el cirujano que las ha desarrollado y el laboratorio que las fabrique.
Las primeras válvulas artificiales consistían en una pequeña bola que subía para abrirse y bajaba para cerrarse. Posteriormente aparecieron las válvulas de disco, en las que éste estaba fijado a la estructura metálica, y se abría y cerraba como si se tratase de una puerta. La siguiente generación fueron las válvulas de disco pivotante. Actualmente existe también un modelo de válvula que dispone de dos medias partes de disco, con lo que se consigue una mayor apertura para dejar pasar la sangre.

## Válvulas biológicas
Otro modelo muy distinto de prótesis valvulares cardíacas son las válvulas biológicas, la mayoría son hechas de válvula aórtica porcina. La gran ventaja es que ellas reducen el riesgo de formar coágulos a partir de la válvula que ocasionan embolias y falla en el funcionamiento de la válvula. La desventaja principal de las válvulas biológicas o de tejidos es que ellas tienen una duración limitada si se 
comparan con las válvulas mecánicas. Deberán ser sustituidas después de un tiempo. El tiempo promedio en el cual deberán ser sustituidas depende de la edad del paciente. Si se trata de un niño joven, tendrá que reemplazarse en un par de años, mientras que en una persona de edad media tendrá que cambiarse en 10 años aproximadamente, y duran más tiempo en pacientes de 70 o más años. El consenso general es que las válvulas de tejidos no necesitan ser sustituidas si se colocan en personas mayores de 70 años.
Las válvulas de tejido biológico pueden llegar a durar entre 10 y 20 años. sin embargo, en los pacientes más jóvenes pueden deteriorase más rápidamente.
Actualmente se están investigando nuevas formas de preservar este tejido durante más tiempo. Uno de estos tratamientos de preservación del pericardio bovino en una válvula biológica está disponible comercialmente a día de hoy. Este tejido, llamado RESILIA™, presenta menos calcificación que el tejido de control en investigaciones con ovejas y conejos,*Sabiston (16 de diciembre de 2010). Sabiston and Spencer's Surgery of the Chest E-Book. Elsevier Health Sciences. ISBN 978-1-4557-0009-7. pero aún no hay disponible información de su durabilidad a largo plazo en pacientes humanos.
Las válvulas de tejido biológico están disponibles con o sin stent. Las válvulas con stent se pueden encontrar en tamaños de 19 a 29 milímetros. *Sabiston (16 de diciembre de 2010). Sabiston and Spencer's Surgery of the Chest E-Book. Elsevier Health Sciences. ISBN 978-1-4557-0009-7. Las válvulas sin stent se suturan directamente a la raíz aórtica y su principal ventaja es que reducen la disparidad entre el paciente y la prótesis (cuando el área de la válvula prostética es demasiado pequeña en relación con el tamaño del paciente, lo que aumenta la presión en el interior de la válvula) y pueden ser de utilidad para el manejo de raíces aórticas pequeñas. Su desventaja es que conlleva más tiempo implantarlas que las válvulas con stent. *Sabiston (16 de diciembre de 2010). Sabiston and Spencer's Surgery of the Chest E-Book. Elsevier Health Sciences. ISBN 978-1-4557-0009-7.
Las válvulas mecánicas presentan mayor riesgo de formación de coágulos sanguíneos. Los coágulos sanguíneos están formados por glóbulos rojos y plaquetas que pueden obstruir los vasos sanguíneos con graves consecuencias, por lo que las personas con un implante de válvula mecánicas deben recibir tratamiento con anticoagulantes, como warfarina, durante el resto de su vida. El tratamiento de anticoagulación hace a estas personas más susceptibles de sufrir hemorragias. Las válvulas cardiacas mecánicas también pueden ocasionar anemia hemolítica mecánica, una alteración causada por el daño que sufren los glóbulos rojos al pasar por la válvula. Los pacientes con válvulas mecánicas implantadas pueden escuchar clics cuando la válvula se cierra, lo que es molesto para algunas personas.
La elección del tipo de válvula de basa en un equilibrio entre la menor durabilidad de las válvulas biológicas y el mayor riesgo de coágulos y hemorragias de las mecánicas. Las guías de práctica clínica sugieren que la edad, el estilo de vida y la historia clínica del paciente se deben considerar en la elección. Las válvulas biológicas se deterioran más rápidamente en pacientes jóvenes y durante el embarazo, pero son preferibles para mujeres que desean tener hijos, ya que el embarazo aumenta el riesgo de coágulos. Por lo general, se recomiendan las válvulas mecánicas para pacientes menores de 60 años y las de tejido biológico para mayores de 65.